# Henri Grévedon

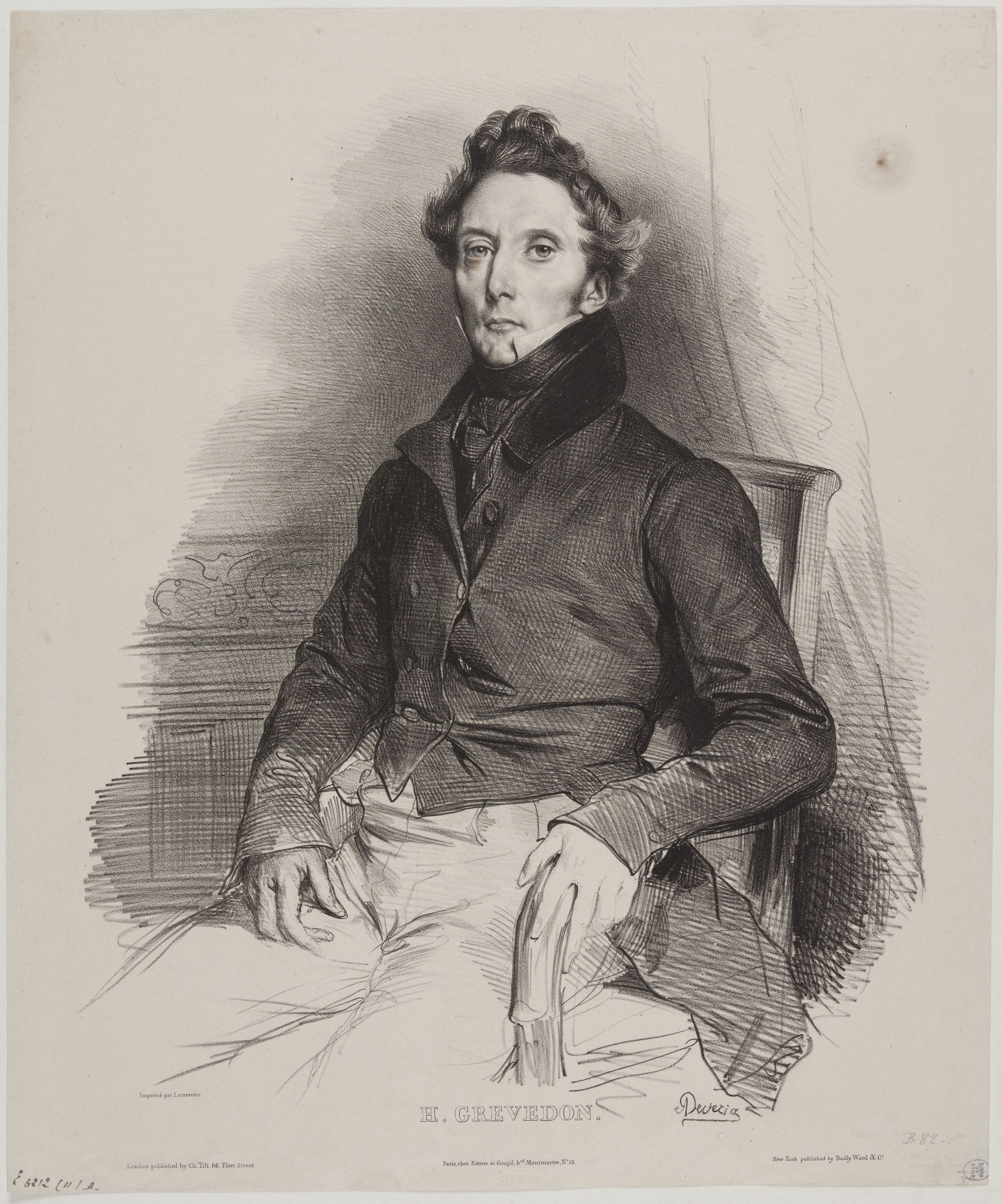
Henri Grévedon, Lithographie von Achille Devéria

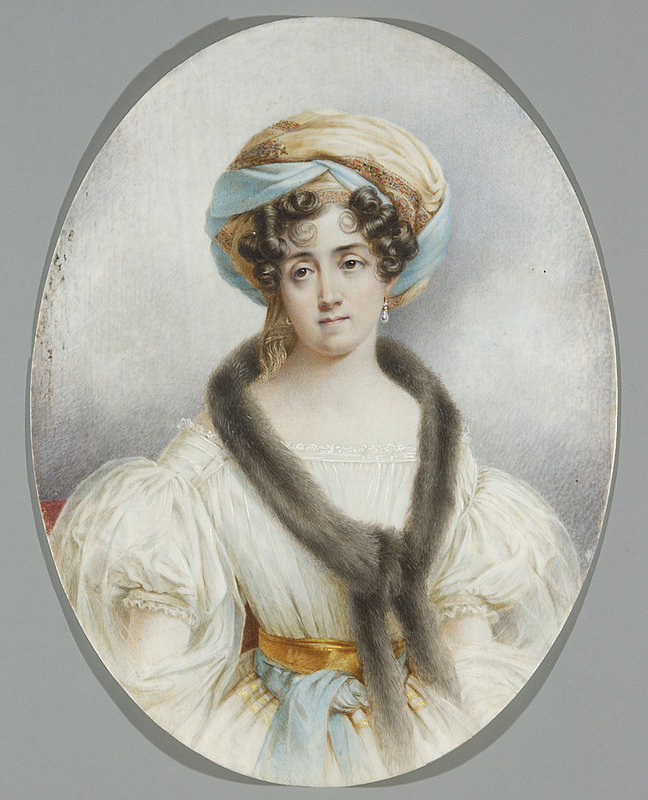
Zofia Zamoyska, Tochter des polnischen Adligen Stanisław Zamoyski, Gouache, 1830

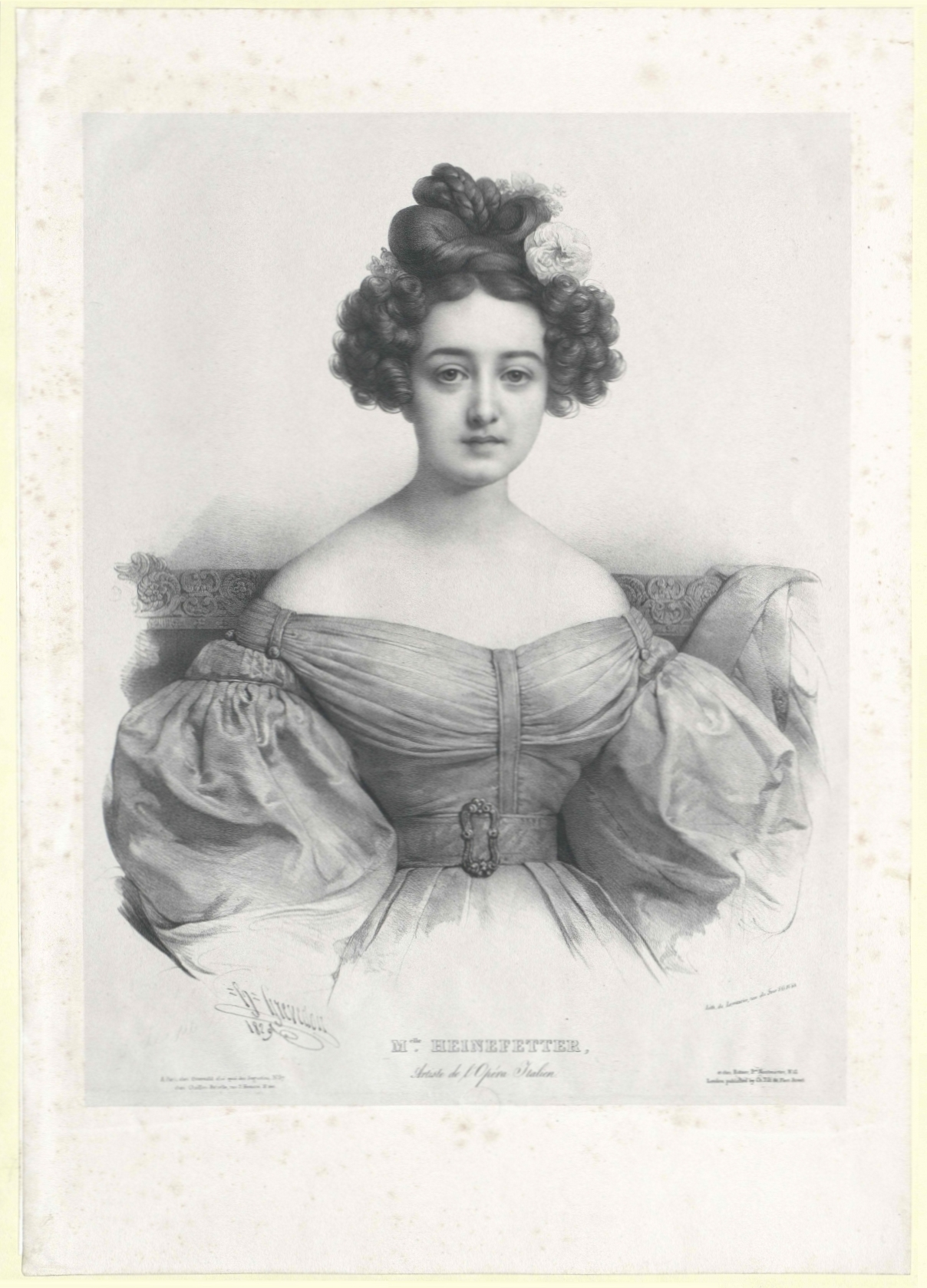
Sabine Heinefetter, Lithographie, 1829

Henri Grévedon (eigentlich Pierre-Louis-Henri Grévedon; * 17. Oktober 1776 in Paris; † 1. Juni 1860 ebenda) war ein französischer Maler, Lithograph und Illustrator.

## Leben und Werk
Henri Grévedon wuchs im Louvre auf, wo sein Vater als officier des gobelets du roi angestellt war. So konnte Grévedon täglich bei jenen Künstlern vorbeischauen, die ihre Ateliers im Louvre aufgeschlagen hatten. Der Verlust seiner Eltern zwang ihn, zeitig seinen Lebensunterhalt selbst zu verdienen, und er begann Kopien zu malen, die er gut absetzte. Trotzdem verfiel er nicht in handwerksmäßiges Behandeln der Kunst, sondern behielt ein künstlerisches Ziel im Auge. Den Unterricht, den er in Jean-Baptiste Regnaults Atelier erhielt, war ihm sehr förderlich. Er konnte es bei seiner Befähigung schon 1798 wagen, mit Werken auf der Pariser Kunstausstellung zu erscheinen. Regelmäßig trat er hier seitdem mit Gemälden bis 1806 auf. 
Bereits als 13-jähriger Knabe hatte Grévedon die zweite Medaille erhalten. 1804 gewann er durch sein im Pariser Salon ausgestelltes Gemälde Achilles landet an der Küste von Troja eine goldene Medaille erster Klasse. Es wurde damals vermutet, dass der Künstler mit diesem Werk auf die von Napoleon Bonaparte geplante Landung in England anspielte. 1806 erhielt er den ersten Preis der Zeichnung nach dem Torso. Für den Prix de Rome bewarb er sich 1805 und 1806 erfolglos.
Voll Ehrgeiz wandte sich Grévedon 1806 nach Russland, wo Franzosen und insbesondere Maler schon oft ein ergiebiges Feld ihrer Tätigkeit gefunden hatten. Er malte hier viele Gemälde, vor allem aber Porträts, deren Studium bald sein Lieblingsfach wurde. Sein Tod des Hektor veranlasste die kaiserliche Akademie zu Sankt Petersburg, ihn zum Ehrenmitglied zu ernennen. Am 14. August 1810 heiratete er in der St.-Katharina-Kirche von Sankt Petersburg die Schauspielerin Aimée Marie Sophie Louise Devin (1792–1864), mit der er drei Töchter und einen Sohn hatte. Seine älteste Tochter Henriette Louise Laure Grévedon (1814–1895) vermählte sich am 4. Mai 1835 in Paris mit dem Komiker François-Joseph Regnier.
1812 verließ Grévedon Russland und begab sich nach Stockholm sowie von hier aus nach London, wo er bis 1816 blieb und vornehmlich als Porträt-Miniaturist wirkte. Nun erst kehrte er nach Frankreich zurück.
In seiner Heimat begann sich damals ein neuer Kunstzweig in der Malerei zu entwickeln, nämlich die Lithographie. Grévedon glaubte dadurch, dass er sich besonders diesem Fach widmete, seinen Ruhm steigern zu können. Er wandte sich eifrig der neuen Aufgabe zu und wurde bald ein vorzüglicher lithographischer Zeichner. 1824 stellte er seine lithographischen Zeichnungen aus und erhielt dafür die Medaille erster Klasse. Seit diesem Zeitpunkt beschickte er bis 1859 ziemlich regelmäßig den Pariser Salon, seit 1846 auch wieder mit Gemälden. Im Januar 1832 wurde er zum Ritter der Ehrenlegion ernannt. 1860 starb er im Alter von 83 Jahren in Paris.
Grévedon zeichnete die Köpfe vieler Berühmtheiten seiner Zeit. Sein Bleistift zeichnete sich besonders durch Weichheit und Zartheit aus, deshalb gelangen ihm vor allem Frauenporträts besonders gut. Einige seiner Lithographien waren sehr erfolgreich. Von Interesse aus seiner Schaffensperiode von 1825 bis 1845 sind in erster Linie seine Bildnisse von damals berühmten Schauspielerinnen und Tänzerinnen wie Marie Taglioni, Fanny Elßler, Maria Malibran, Henriette Sontag, Léontine Fay, Lucile Grahn und Rachel. Für diesen Zeitraum ist sein Werk bezüglich der Änderungen der damaligen Frauenmode sehr aufschlussreich. 
Ferner schuf Grévedon Porträts von Pedro I. und seiner Gemahlin Amalia von Brasilien, Enfantins des Simonisten, Rossinis, Spontinis, Louis Philippes, Ludwigs, Großherzog von Hessen und der Königin Maria Amalia von Frankreich. Auch malte er Franziska von Rimini, von ihrem Gemahl überrascht, eine schöne Lithographie nach Coupin, sowie u. a.:
- The gallery of beauty, 1830
- Époques remarquables de la vie de la femme, lithographische Köpfe, Paris 1831
- Vocabulaire des dames, Damenbildnisse, 24 Blatt, Paris 1831–33
- Costumes des habitants de l’Île de Java et des possessions hollandaises dans l’Inde, 10 Blatt, Paris 1832
- Recueil de quelques portraits d’actrices des principaux théâtres de Paris, 24 Blatt, 1830–33